# Пицци, Нилла
Ни́лла Пи́цци (итал. Nilla Pizzi, урождённая Адиони́лла Негри́ни Пи́цци (итал. Adionilla Negrini Pizzi), 16 апреля 1919 — 12 марта 2011) — итальянская певица и актриса, популярная на родине в 1950-х и 1960-х годах.
Популярность к её пришла в 1951 году, когда она одержала победу на первом фестивале Сан-Ремо с песней «Grazie dei fior». Поскольку регламент проведения конкурса тогда позволял участникам исполнять сразу несколько композиций, она же заняла и второе место, спев дуэтом с Аккилле Тольяни. Год спустя, на следующем фестивале, Пицци стала обладательницей всех трёх наград Сан-Ремо, исполнив песни «Vola colomba», «Papaveri e papere» и «Una donna prega».
В 2002 году певица была удостоена высшей награды Италии — Ордена за заслуги перед Республикой. В 2010 году на юбилейном фестивале Сан-Ремо певице была вручена специальная премия за вклад в развитие итальянской песни.
Нилла Пиции скончалась в одной из клиник Милана в марте 2011 года, где находилась на реабилитации после проведённой тремя неделями ранее операции.